# Henricia robusta
Henricia robusta är en sjöstjärneart som beskrevs av Fisher 1906. Henricia robusta ingår i släktet Henricia och familjen krullsjöstjärnor. Inga underarter finns listade i Catalogue of Life.